# Villa rustica (Petting)
Die Villa rustica auf der Gemarkung von Petting, einer Gemeinde im oberbayerischen Landkreis Traunstein, wurde 1912 im Zuge von Bauarbeiten entdeckt. Die Villa rustica der römischen Kaiserzeit liegt circa einen Kilometer südwestlich der Kirche St. Johannes der Täufer und ist ein geschütztes Bodendenkmal mit der Nummer D-1-8042-0025.
Es konnten vom Landesdenkmalamt mehrere Gebäude untersucht werden. Dabei wurden Mauerfundamente, Hypokaustanlagen, bemalter Wandbewurf, Keramik und Kleinfunde entdeckt.  